# Colobanthera waterlotii
Colobanthera es un género monotípico de plantas con flores perteneciente a familia  Asteraceae, el género incluye solamente una especie, Colobanthera waterlotii. Es originaria de Madagascar, donde se encuentra en la Provincia de Antananarivo.

## Taxonomía
Colobanthera waterlotii fue descrita por Jean-Henri Humbert y publicado en Mémoires de la Société Linnéenne de Normandie 25: 36 (f. 1–6), 170, 281–282. 1923.